# Rhizostilbella hibisci
Rhizostilbella hibisci är en svampart som först beskrevs av Narcisse Theophile Patouillard, och fick sitt nu gällande namn av Seifert 1985. Rhizostilbella hibisci ingår i släktet Rhizostilbella och familjen Ascobolaceae.   Inga underarter finns listade i Catalogue of Life.